# بوب مان (موسيقي)
بوب مان (بالإنجليزية: Bob Mann)‏ هو موسيقي أمريكي، ولد في 1944 في نيويورك في الولايات المتحدة.

## وصلات خارجية
- بوب مان على موقع ميوزك برينز (الإنجليزية)
- بوب مان على موقع أول ميوزيك (الإنجليزية)
- بوب مان على موقع ديسكوغز (الإنجليزية)